# سيبيل
سيبيل (بالفرنسية: Sibyl )‏ هو فيلم كوميدي دراما فرنسي من بطولة فرجينيا افيرا، أديل أكزاركوبولوس، غاسبار أوليل، ساندرا هولر، لوري كلامي ونيلز شنايدر، صدر الفيلم في 24 مايو 2019.

## نبذه
سيبيل طبيبة نفسية، في الأربعينات من عمرها، تقرر أن تترك عملها في الطب النفسي والتفرغ التام للكاتبة، لكنها تعاني كثيرًا في البحث عن مصدر إلهام، حتى تدخل الممثلة الشابة مارجوت حياتها.

## وصلات خارجية
- سيبيل على موقع IMDb (الإنجليزية)
- سيبيل على موقع ميتاكريتيك (الإنجليزية)
- سيبيل على موقع روتن توميتوز (الإنجليزية)
- سيبيل على موقع ألو سيني (الفرنسية)
- سيبيل على موقع أول موفي (الإنجليزية)
- سيبيل على موقع فيلمافينيتي (الإسبانية)
- سيبيل على موقع قاعدة بيانات الفيلم (الإنجليزية)
- سيبيل على موقع ليتربوكسد (الإنجليزية)
- سيبيل على موقع كينوبويسك (الروسية)